# Codebase
Le terme codebase, ou code base est utilisé en développement de logiciel pour désigner l'ensemble du code source utilisé pour construire un logiciel ou un composant. En général, le codebase n'inclut que des fichiers sources écrits par des humains et non, par exemple, des fichiers sources générés par d'autres outils ou par des programmes.
Le codebase d'un projet est habituellement versionné grâce à un système de gestion de versions. Il se trouve alors conservé au milieu d'une quantité importante de code source (public ou privé). Ces systèmes sont souvent utilisés dans des projets faisant intervenir plusieurs développeurs afin de gérer les versions successives du code source. Git est un système de gestion de versions populaire pour gérer ce workflow et est largement utilisé dans les projets open source.
Dire que plusieurs codebases sont distincts signifie que leurs implémentations sont indépendantes (elles ne partagent pas de code source) et que historiquement ces implémentations ne dérivent pas d'un codebase commun. Dans le cas de standards, ceci prouve une interopérabilité puisque deux programmes indépendants peuvent implémenter un même standard.[pas clair]